# Giuseppe Agostino Orsi
Giuseppe Agostino Orsi OP (ur. 9 maja 1692 we Florencji, zm. 13 czerwca 1761 w Rzymie) – włoski kardynał.

## Życiorys
Urodził się 9 maja 1692 roku we Florencji, jako syn Giuseppego Orsiego i Elisabetty Gianotti, otrzymując na chrzcie imiona Agostino Francesco. W młodości wstąpił do zakonu dominikanów, a następnie został wykładowcą teologii na La Sapienzy. 24 września 1759 roku został kreowany kardynałem prezbiterem i otrzymał kościół tytularny San Sisto. Zmarł 13 czerwca 1761 roku w Rzymie.